# Вулька-Госьцерадовська
Вулька-Госьцерадовська (пол. Wólka Gościeradowska) — село в Польщі, у гміні Госьцерадув Красницького повіту Люблінського воєводства.
Населення — 516 осіб (2011).
У 1975-1998 роках село належало до Тарнобжезького воєводства.

## Демографія
Демографічна структура станом на 31 березня 2011 року:
|          | Загалом | Допрацездатний вік | Працездатний вік | Постпрацездатний вік |
| -------- | ------- | ------------------ | ---------------- | -------------------- |
| Чоловіки | 256     | 48                 | 184              | 24                   |
| Жінки    | 260     | 57                 | 159              | 44                   |
| Разом    | 516     | 105                | 343              | 68                   |